# Schlacht von Alalia
Die Seeschlacht von Alalia fand in der Zeit um 535 v. Chr. an der Ostküste Korsikas statt und ist hauptsächlich durch einen Bericht im Werk des griechischen Geschichtsschreibers Herodot bekannt. Eine Flotte von 120 Schiffen der Punier und Etrusker konnte die etwa 60 Schiffe der griechischen Phokaier aus der Stadt Alalia zwar nicht besiegen, aber zur Aufgabe ihrer Siedlung zwingen. Nach dem Abzug der Griechen ging Alalia in den Besitz der Etrusker über, Sardinien geriet unter karthagischen Einfluss.

## Hintergründe
Die Phokaier begannen seit dem ausgehenden 7. Jahrhundert v. Chr. mit der Gründung von Tochterstädten im Rahmen der Griechischen Kolonisation. Neben einzelnen Gründungen im griechischen Raum griffen sie dabei bald auch in den westlichen Mittelmeerraum aus. Die dort von ihnen gegründeten Kolonien waren unabhängige Stadtstaaten, die meist unter wirtschaftlichen Gesichtspunkten und in Konkurrenz zu den Puniern und Etruskern angelegt wurden. Ihre teils aggressive Siedlungspolitik und ihr kultureller Einfluss auf das Umland ihrer neu gegründeten Städte führte jedoch auch zu Konflikten mit der einheimischen Bevölkerung. Piraterie auf den Handelsrouten zwischen den Städten und gelegentliche Raubzüge der ortsansässigen Etrusker bedrohten zudem die wirtschaftliche Entwicklung der Niederlassungen.
Die frühe Geschichte Alalias beschreibt Herodot in seinen „Historien“. Ein Teil der Bevölkerung Phokaias habe etwa im Jahr 540 v. Chr. seine Heimatstadt verlassen, um nicht unter die Herrschaft des expandierenden Perserreiches zu fallen. Die Auswanderer seien mit Segelschiffen in die korsische Stadt Alalia übergesiedelt, die 20 Jahre zuvor als Tochterstadt Phokaias gegründet worden sei. Fünf Jahre nach ihrer Ansiedlung schlossen Herodot zufolge jedoch die „Tyrsener“ (Etrusker) und „Karchedonier“ (Karthager) ein Bündnis, um die Griechen von der Insel zu vertreiben und damit die von Alalia ausgehenden Raubüberfälle zur See auf Nachbarstädte zu unterbinden. Neben diesen Raubfahrten dürfte auch die zunehmende Konkurrenz zwischen den griechischen Siedlungen im westlichen Mittelmeerraum und den dortigen karthagischen Städten zur Eskalation des Konflikts geführt haben.

## Schlachtverlauf
Herodot berichtet, dass die Etrusker und die Karthager jeweils 60 Schiffe nach Alalia schickten, um die Stadt anzugreifen. Daraufhin hätten auch die Phokaier ihre Schiffe instand gesetzt, wobei sie insgesamt 60 Pentekonteren hätten aufbieten können. Ob die Zahlenangaben korrekt sind, ist nicht sicher: Dass für alle drei Kriegsparteien eine identische Kampfstärke genannt wird, lässt vermuten, dass es sich bei diesen Angaben um eine nachträgliche, bewusst symmetrische Erfindung handelt. Obwohl den Zahlen damit keine besondere historische Glaubwürdigkeit zukommt, entsprechen 60 Schiffe tatsächlich der ungefähren Größe eines typischen karthagischen Aufgebots für Seeschlachten. Als Anführer der Siedler aus Phokaia ist durch eine bei Strabon zitierte Passage aus dem Werk des Antiochos von Syrakus ein gewisser Kreontiades belegt.
Schließlich segelten die Stadtbewohner Herodot zufolge den Feinden entgegen, worauf es am „Sardonischen Meer“ (was etwa dem nördlichen Teil des Tyrrhenischen Meeres entspricht) zur Schlacht gekommen sei. Diese endete zwar für die Griechen siegreich, allerdings gingen bei dem Gefecht zwei Drittel ihrer Schiffe verloren und der Rest wurde stark beschädigt. Herodot schreibt daher von einem Kadmeischen Sieg. Ein Großteil der Besatzung der gesunkenen Schiffe soll zwar überlebt haben, aber von den Karthagern und den Etruskern gefangen genommen und schließlich gesteinigt worden sein. In Herodots Historien wird geschildert, dass durch die Leichen der Gesteinigten ein Fluch auf die Bewohner von Agylla (Caere) gekommen sei, den diese nur durch regelmäßige Totenopfer und kultische Wettkämpfe hätten beseitigen können. Dies deutet Hans Wilhelm Haussig als Hinweis darauf, dass die Schlacht nahe der italischen Küste in der Nähe Roms stattgefunden habe. Wegen ihrer hohen Verluste und um weitere Angriffe der Feinde zu vermeiden, fuhren die überlebenden Phokaier nach Alalia zurück, evakuierten alle Einwohner der Stadt und verließen die Region. Daraufhin flohen sie zunächst nach Rhegium und gründeten dann in der Folge die Stadt Elea (römisch: Velia).
Während Herodot die Bewohner Alalias alleine gegen Etrusker und Phönizier kämpfen lässt, berichten spätere antike Quellen davon, dass auch die Bewohner von Massalia (dem heutigen Marseille), einer weiteren Tochterstadt Phokaias, an der Schlacht von Alalia beteiligt gewesen seien.

## Folgen
In der älteren Forschung wurde die Schlacht von Alalia als entscheidender Rückschlag für die Kolonisation des westlichen Mittelmeergebietes durch die Griechen gedeutet. Mittlerweile geht man jedoch eher davon aus, dass es sich um ein Gefecht von nur regionaler Bedeutung gehandelt habe, das lediglich für die griechische Besiedlung Korsikas ein Problem dargestellt und das generelle Machtgefüge nicht weiter verschoben habe. Auch wird mittlerweile nicht mehr davon ausgegangen, dass die Etrusker im Anschluss an die Schlacht ganz Korsika besetzten, auch wenn sie dort sicherlich ein Stück weit an Einfluss gewannen. Tatsächlich konnten die Griechen ihre grundsätzliche Stellung im Mittelmeer halten: Die Karthager verloren in der Folgezeit zwei Seeschlachten gegen Massalia, und verschiedene Versuche der Etrusker, griechische Städte in Süditalien zu erobern, scheiterten. Stellvertretend hierfür steht die etruskische Niederlage in der Schlacht von Kyme 474 v. Chr. Allerdings gelang es den Karthagern durch die Blockade der Straße von Gibraltar, die weitere griechische Kolonisation der iberischen Halbinsel zu begrenzen. Die Auseinandersetzungen zwischen karthagischen und griechischen Städten auf Sizilien führten schließlich zu den Griechisch-Punischen Kriegen.

## Quelle
- Herodot, Historien 1,165–167 (englische Übersetzung).